# Tetrabutylammoniumbromid
Tetrabutylammoniumbromid ist eine chemische Verbindung aus der Gruppe der quartären Ammoniumverbindungen und Bromide.

## Verwendung
TBAB wird in der Phasentransferkatalyse sowie als Synthesegrundstoff verwendet. Außerdem kann TBAB als Elektrolyt und als Lösungsmittel genutzt werden. Häufig wird TBAB analog einer ionischen Flüssigkeit verwendet, obwohl es auf Grund des Schmelzpunkts von über 100 °C nicht als solche gezählt wird. Eine Nutzung als Mikrowellenabsorber in Synthesen ist ebenfalls möglich. Weiterhin kann TBAB zur elektrochemischen Bromierung von Aromaten verwendet werden.